# 丹尼·蓋吉
丹尼‧蓋吉（Denis Guedj，1940年—2010年4月24日）是一位法國小說家、學者。他出生於法屬阿爾及利亞塞提夫，曾於巴黎第八大學擔任科學史教授。他花了很多年設計課程和遊戲來教導成人和兒童數學。著有《數字王國︰世界共通的語言》（L'empire des nombres）（發現之旅叢書）和小說《鸚鵡定理》（Le Théorème du Perroquet）。2010年，他在巴黎去世。